# America Ferrera
America Georgine Ferrera, ameriška igralka, * 18. april 1984, Los Angeles, Kalifornija, ZDA.
Najbolj znana je po svoji vlogi kot Betty Suarez v večkrat nagrajeni ABCjevi seriji Grda račka in po svojih vlogah v filmih  Prave ženske imajo obline  in  Štiri prijateljice - ene hlače.

## Otroštvo
America, najmlajša od šestih otrok, se je rodila v Los Angelesu honduraškim staršem. Pri osmih letih je že igrala v šolskih igrah in lokalnem teatru. Obiskovala je George Ellery Hale Middle School in El Camino Real High School v Woodland Hills, Los Angeles.

## Kariera
Julija 2002 je posnela svoj prvi film Gotta Kick It Up! za Disneyev program. Istega leta si je pot med zvezde utrla s filmom Prave ženske imajo obline. Sledile so še vloge  v nanizanki Touched by an Angel in filmih Štiri prijateljice - ene hlače]] ter Gospodarji Dogtowna. America je leta 2005 prejela nagrado za najboljšo filmsko novinko. Decembra istega leta se je pojavila v Broadwayevi igri Dog Sees God: Confessions of a Teenage Blockhead, ki jo je režiral Trip Cullman.
Leta 2006 je dobila vlogo v Grdi rački, priredbi kolumbijske nadaljevanke Betty La Fea, v kateri upodablja neprivlačno punco, ki želi uspeti v svetu mode. Kot Betty Suarez, America nosi lažen aparat na zobeh, ima kosmate obrvi in lasuljo, njen make-up in oblačila pa namerno postarajo njeno podobo. Betty v nanizanki je pravi kontrast z ostalimi, ki so zelo glamurozni in modni. Sama je proces spreminjanja iz Americe v Betty poimenovala »Bettification«.

## Nagrade
Za njeno vlogo v Grdi rački je America osvojila zlati globus za najboljšo žensko vlogo v televizijski seriji, kjer je premagala Marcio Cross, Felicity Huffman, Julio Louis-Dreyfus in Mary-Louise Parker. 28. januarja 2007 je osvojila tudi prestižno Screen Actors Guild nagrado in sicer za najboljšo žensko vlogo v televizijski komediji.
Leta 2007 jo je revija Time Magazine izbrala za eno od vodilnih igralcev in zabavljačev v njihovi izdaji: »Najbolj vplivni ljudje«.

## Zasebno življenje
S scenaristom, igralcem in režiserjem Ryanom Piersom Williamsom sta se zaročila leta 2010. Spoznala sta se, ko je on delal na svojem prvem študentskem filmu. Poročila sta se leta 2011.
Januarja 2008 je naznanila svojo podporo predsedniški kandidatki  Hillary Rodham Clinton ter se pridružila njej in hčerki Chelsei Clinton pri več predsedniških kampanjah v Nevadi.